# Корома, Брима
Ибрахим Корома (англ. Brima Koroma; 8 июля 1984, Макени, Сьерра-Леоне) — сьерра-леонский футболист, нападающий.

## Биография

### Клубная карьера
Выступал за молодёжную шведскую команду «Васалундс». С 2003 года по 2004 год являлся игроком «Энчёпинга», сыграв в составе команды 40 матчей и забил 7 голов. В 2005 году перешёл в другой шведский клуб «Кальмар». В чемпионате Швеции Корома провёл 21 матч и забил 1 гол. В Кубке УЕФА он сыграл в 5 матчах и забил 1 гол, в ворота «Тампере Юнайтед».
В начале 2007 года некоторое время находился в стане кипрского АЕЛа из Лимасола, однако за команду так и не сыграл. Позже выступал за шведский «Вальста Сюрианска». В сезоне 2009 Брима Корома играл в чемпионате Фарерских островов за клуб Б-36, где провёл 25 матчей и забил 7 голов. В Лиге Европы он провёл 2 игры. В 2011 году сьерралеонец выступал за кипрский «Анагенниси» из Дериньи, где он провёл 5 матчей.

### Карьера в сборной
14 ноября 2003 года сыграл за национальную сборную Сьерра-Леоне в матче отборочного турнира к чемпионату мира 2006 против Республики Конго. Корома открыл счёт в этом матче, забив гол на 58 минуте в ворота Олда Итуа. В итоге встреча закончилась с ничейным счётом (1:1).

## Достижения
- Бронзовый призёр чемпионата Швеции (1): 2005